# Livre de saint Alban
Pour les articles homonymes, voir Saint Alban.

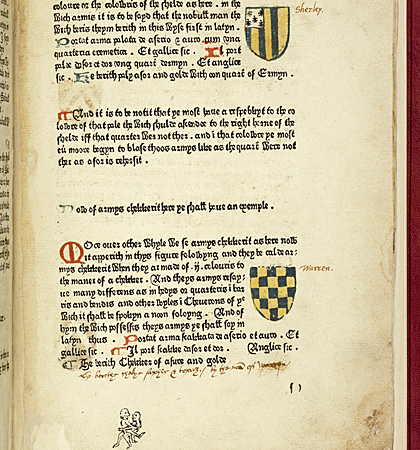
Page du Livre de saint Alban.

Le Livre de saint Alban (en anglais : Boke of Seynt Albans), publié en 1486 à St Albans, est une compilation d'articles concernant la vie des gentilshommes de l'époque. Il contient trois essais, sur la fauconnerie, la chasse et l'héraldique.